# Eric Ny
Eric Oskar Sigvard Ny, född 15 oktober 1909 i Sala, Västmanlands län, död 2 september 1945 vid en seglingsolycka på Björkfjärden, Mälaren (folkbokförd i Strängnäs stadsförsamling, Södermanlands län), var en svensk friidrottare (medeldistanslöpning). Han tävlade först för Köpings IS, och från 1930, efter flytt till Stockholm, för IK Mode. Han utsågs 1933 till Stor grabb nummer 78 i friidrott.

## Karriär
Eric Ny vann 1 500 meter på SM 1931. Han deltog även i det segrande laget på 4x1 500 meter vid SM.
Vid OS i Los Angeles 1932 kom Eric Ny femma på 1 500 meter.
Den 20 juli 1933 slog Ny Erik Byléhns svenska rekord på 800 meter från 1928 med ett lopp på 1.52,3. Vid SM var han åter med i segerlaget på 4x1 500 meter.
Den 22 juli 1934 slog Eric Ny Edvin Wides svenska rekord på 1 500 meter från 1926 (3.51,8) med ett lopp på 3.50,8. Han behöll rekordet tills Arne Andersson sprang på 3.48,8 år 1939. Ny förbättrade även sitt svenska rekord på 800 meter den 1 september, till 1.50,4. Han fick behålla detta rekord tills Hans Liljekvist 1943 sprang under 1,50. Senare i september deltog Ny vid EM i Turin, där han kom fyra på 800 meter. Vid SM detta år var han med om att vinna på 4x1 500 meter igen.
Vid OS i Berlin 1936 kom Ny på elfte plats på 1 500 meter. Han vann vid SM 800 meter (på 1.52,3).
Han är begravd på Sandsborgskyrkogården i Stockholm.